# 549 v.Chr.

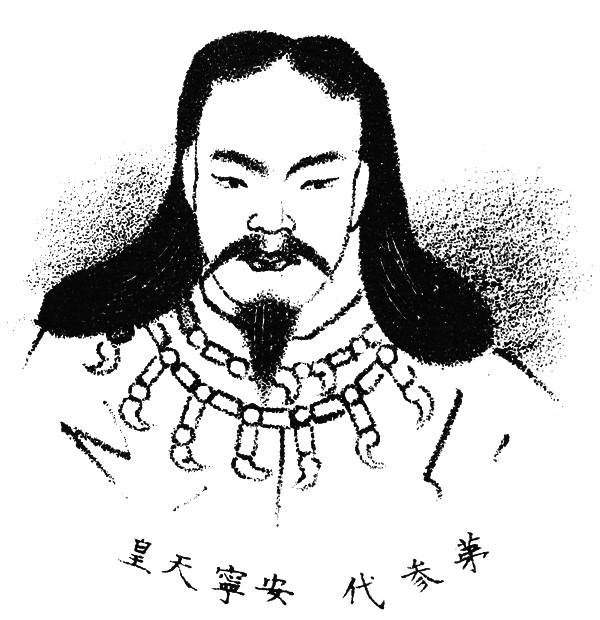
Keizer Annei (r. 549 - 510 v.Chr.)

Het jaar 549 v.Chr. is een jaartal volgens de christelijke jaartelling.

## Gebeurtenissen

### Perzië
- Koning Cyrus de Grote verovert Armenië en maakt het land tot een satrapie.

### Azië
- Keizer Annei (r. 549 - 510 v.Chr.) bestijgt als heerser de troon van Japan.

## Geboren
- Darius I (549 v.Chr. - 485 v.Chr.), koning van Perzië

## Overleden
- Suizei (632 v.Chr. - 549 v.Chr.), keizer van Japan (83)